# Pozoblanco
Pozoblanco er en by og kommune i det sydlige Spanien i provinsen Córdoba. Den har et indbyggertal på 16.946 (2024) indbyggere. Pozoblanco betyder "hvide brønd".